# Are You Being Served?
Are You Being Served? – brytyjski sitcom emitowany w latach 1972–1985 na antenie BBC. Był pierwszym wspólnym dziełem spółki autorskiej David Croft i Jeremy Lloyd, późniejszych autorów ’Allo ’Allo!. Wyemitowano łącznie 69 półgodzinnych odcinków podzielonych na 10 serii (w tym pięć specjalnych odcinków bożonarodzeniowych). Był jednym z najpopularniejszych brytyjskich seriali drugiej połowy lat 70. U szczytu swej oglądalności przyciągał przed telewizory nawet 22 miliony widzów.

## Zarys fabuły
Akcja serialu rozgrywa się wśród pracowników jednego z pięter ekskluzywnego domu towarowego Grace Brothers w Londynie. W odcinku pilotowym piętro – dotychczas zajmowane wyłącznie przez dział odzieży męskiej – zostaje podzielone na pół. Jedną połowę zachowują dotychczasowi lokatorzy, ale na drugą wprowadza się dział odzieży damskiej, co z miejsca rodzi konflikty.
Are You Being Served? jest jedynym spośród głównych seriali Davida Crofta rozgrywającym się współcześnie, nie zaś w realiach historycznych. Podobnie jak w innych produkcjach tego autora, humor oparty jest w największym stopniu na niezwykle wyrazistych bohaterach, o mocno zarysowanych, często przeciwstawnych osobowościach, którzy muszą przebywać wspólnie w dość hermetycznym środowisku – w tym przypadku jest to ich miejsce pracy, dom towarowy. Ponadto źródłem żartów jest niezwykle pompatyczna, pełna przesadnej kurtuazji, elegancji i formalizmu, atmosfera panująca w sklepie. Dodatkowo fabuła wielu odcinków zasadza się na konfliktach na linii pracownicy – kierownictwo.

### Tytuł
W dosłownym tłumaczeniu tytuł serialu znaczy „Czy jest Pan obsługiwany?” lub „Czy jest Pani obsługiwana”. Jest to zwrot, którym pracownicy sklepu zwracają się często do klientów pojawiających się w sklepie, chcąc nawiązać z nimi rozmowę prowadzącą do zakupu.

## Główni bohaterowie
(w nawiasach podano odtwórców ról)

### Pani Slocombe (Mollie Sugden)
Pani Slocombe jest kierowniczką działu odzieży damskiej. Jej mąż opuścił ją w nie do końca jasnych okolicznościach (wspomina się o aresztowaniu za oszustwa). Mieszka tylko ze swoją kotką, o którą bardzo dba. Jest to źródłem jednego z charakterystycznych powracających żartów w serialu. Opiera się on na nieprzetłumaczalnej grze słów, wynikającej z podwójnego znaczenia słowa pussy, które dosłownie oznacza kotkę, ale w potocznym angielskim bywa często używane jako niezbyt eleganckie określenie kobiecych genitaliów. Żart polega na tym, iż Pani Slocombe bardzo często mówi, że coś się dzieje z jej pussy, mając na myśli swojego kota, ale powodując dwuznaczność wyglądającą bardzo dziwnie w ustach statecznej starszej pani (tego rodzaju humor powodował zresztą oskarżenia o rynsztokowe dowcipy ze strony części krytyki). Pani Slocombe wciąż uważa się za kobietę atrakcyjną, zaś cechą charakterystyczną jej wyglądu są wciąż zmieniające się kolory włosów, łącznie z różowym czy fioletowym.

### Pan Humphries (John Inman)
Pan Humphries przez większość serialu jest drugim w ściśle przestrzeganej hierarchii spośród sprzedawców w dziale odzieży męskiej. Jego zachowanie i wypowiedzi – pełne słabo skrywanych, homoseksualnych podtekstów – sprawiły, że w powszechnym odbiorze stał się jednym z najsłynniejszych gejów w historii brytyjskiej telewizji. Sam aktor, wspólnie z twórcami serialu, stanowczo odrzucał taką interpretację, przynajmniej w oficjalnych wypowiedziach. Utrzymywali oni, że jest raczej patologicznym maminsynkiem lub ewentualnie biseksualistą. Humphries to raczej nieśmiały, delikatny mężczyzna o śmiesznym chodzie. Choć pozornie jest wzorem subtelnego sprzedawcy, za plecami przełożonych chętnie przyłącza się do podstępów Pana Lucasa.

### Pan Lucas (Trevor Bannister)
Pan Lucas jest najmłodszym ze sprzedawców w dziale odzieży męskiej. Jego bardzo bezpośredni, luźny sposób bycia bardzo kontrastuje ze skostniałą atmosferą domu towarowego, co często rodzi kłopoty. Lucas stara się na różne sposoby omijać rygory panujące w firmie, nierzadko z dyskretnym poparciem pozostałych sprzedawców. Bez specjalnego powodzenia stara się zdobyć względy Panny Brahms. Uwielbia docinać starszym pracownikom, szczególnie mocno dręcząc złośliwymi komentarzami Panią Slocombe.

### Panna Brahms (Wendy Richard)
Panna Brahms jest młodszą sprzedawczynią w dziale odzieży damskiej. Chętnie odsłania swoje długie nogi i jest główną seksbombą sklepu (w późniejszych seriach przeobraża się powoli w kobietę w średnim wieku z nieco bardziej stonowanymi strojami). Prowadzi bujne życie towarzyskie, będąc generalnie kiepskiego zdania o płci przeciwnej. Ona i jej przełożona – Pani Slocombe – często zwierzają się sobie nawzajem ze swoich miłosnych wyczynów (przy czym o ile u Panny Brahms są one realne, u Pani Slocombe pozostają raczej w sferze imaginacji). Panna Brahms mówi z bardzo wyraźnym akcentem z robotniczych dzielnic Londynu i często prezentuje inteligencję na poziomie stereotypowej blondynki.

### Kapitan Peacock (Frank Thornton)
Kapitan Peacock zajmuje stanowisko tzw. floor walkera, czyli osoby nadzorującej pracę sprzedawców. Całymi dniami przechadza się po piętrze, witając klientów (ale nigdy samemu ich nie obsługując) i sprawdzając poprawność prowadzonej przez obsługę dokumentacji sprzedaży. Jako przełożony obu zlokalizowanych na piętrze działów, traktuje podległy sobie personel bardzo formalnie i apodyktycznie. Gdy wzywa do siebie kogoś ze sprzedawców, zaczyna zawsze od formułki „Czy jest pan wolny”, wypowiadanej nawet wtedy, gdy na piętrze nie ma ani jednego klienta. Afiszuje się ze swoją pozycją, jest zarozumiały i chorobliwie ambitny. Z dumą podkreśla swoją bohaterską wojenną przeszłość, każąc mówić do siebie per „kapitanie” (choć w rzeczywistości służył w wojskach inżynieryjnych, na tyłach frontu, i był kapralem). Uwielbia piękne kobiety i uważa się za bardzo przystojnego.

### Pan Grainger (Arthur Brough)
Pan Grainger jest kierownikiem działu odzieży męskiej. To mocno podstarzały już mężczyzna, który spędził w Grace Brothers całe swoje zawodowe życie. Wiek wyraźnie daje mu się we znaki: sztuczna szczęka utrudnia mu jedzenie, słaby wzrok i słuch źle wpływają na jego kontakt z otoczeniem, do tego ma słabe serce, skłonności do zasypiania na firmowych naradach i męczą go kłopoty gastryczne. Koledzy z działu traktują go jak dobrotliwego dziadka, zwłaszcza Pan Humphries roztacza nad nim dyskretną opiekę. Grainger bywa często skonfliktowany z Panią Slocombe, której nie może darować tego, iż za sprawą przeprowadzki jej działu na trzecie piętro, jego własny zmniejszył się o połowę. Pozornie przyjaźni się z kapitanem Peacockiem – często zwracają się do siebie po imieniu, co w sklepie jest teoretycznie dowodem najwyższej zażyłości. Tak naprawdę ma jednak kapitanowi za złe, że mimo młodszego wieku i krótszego stażu pracy, jest w hierarchii wyżej od niego. Pan Grainger zniknął z serialu po piątej serii, co wiązało się ze śmiercią grającego go aktora.

### Pan Rumbold (Nicholas Smith)
Pan Rumbold jest dyrektorem piętra – podlegają mu wszyscy jego pracownicy, a on sam podlega bezpośrednio właścicielom domu towarowego. Ma biuro na zapleczu, gdzie pomagają mu często zmieniające się, ale zawsze młode, ponętne i niezbyt mądre sekretarki. Rumbold ma niezbyt atrakcyjny wygląd – jest niemal całkowicie łysy i ma bardzo odstające uszy (Nicholas Smith nie potrzebował żadnej charakteryzacji, żeby tak wyglądać). Często bywa nieuczciwy wobec swoich podwładnych – przypisuje sobie wszystkie ich dobre pomysły i nie przestrzega zasad, które sam ustala. W gruncie rzeczy jest dość prostolinijny i przeważnie trudno mu zrozumieć skomplikowane nieraz intrygi rozgrywające się na jego piętrze.

### Młody Pan Grace (Harold Bennett)
Młody Pan Grace jest młodszym z dwóch braci, którzy wiele lat temu założyli dom towarowy, nadali mu nazwę Grace Brothers i którzy nadal są jego właścicielami. Już samo określanie go młodym jest absurdalnym żartem, ponieważ jest on zniedołężniałym osiemdziesięciolatkiem, poruszającym się o lasce lub na wózku inwalidzkim, a i to z pomocą swojego szofera lub osobistej pielęgniarki. Pan Grace wpada na trzecie piętro jedynie sporadycznie, bieżące zarządzanie pozostawiając w gestii Pana Rumbolda. Zawsze stara się być miły dla personelu i co krok chwalić pracowników, którzy okazują mu szacunek godny cesarza. Jednak pomimo swego wieku i sympatycznej powierzchowności, potrafi być stanowczym szefem o twardej ręce, którego pomysły sprawiają czasem pracownikom spore kłopoty.

## Pozostali bohaterowie
- Pan Mash (Larry Martyn) – postać występująca w seriach 1-3, pracownik techniczny sklepu, a zarazem przywódca działających w nim związków zawodowych. Butny i wyszczekany, za nic ma pracujące w sklepie „białe kołnierzyki” i choć jest im podległy, wszelkimi sposobami okazuje im swoją niechęć.
- Pan Harman (Arthur English(inne języki)) – następca Pana Masha począwszy od serii 4. Jest nieco starszy od swojego poprzednika, ale poza tym dzieli z nim większość cech. Często występuje w nietypowych rolach, jakie przynoszą wydarzenia w sklepie (np. jest sędzią ringowym podczas walki bokserskiej między działami).
- Pan Tebbs (James Hayter) – pierwszy z następców Pana Grangera na stanowisku kierownika działu odzieży męskiej. Wcześniej zajmował podobne stanowisko w dziale armatury łazienkowej, co stanowi źródło żartów np. na temat jego sukcesów w sprzedaży sedesów. Jest nieco lepszego zdrowia niż Granger, ale podobnie jak on ma nadwagę, jest raczej powolny i niekiedy zasypia w najmniej odpowiednich momentach. Występuje tylko w serii szóstej.
- Pan Goldberg (Alfie Bass(inne języki)) – kolejny kierownik działu odzieży męskiej, pełniący tę funkcję w serii siódmej, po odejściu Pana Tebbsa na emeryturę. Jest z pochodzenia Żydem i przez wiele lat prowadził z powodzeniem zakład krawiecki, aż jego istnieniu kres położył pożar. Jego przyjście do Grace Brothers z miejsca powoduje wzrost obrotów, gdyż ma wielu wiernych, zamożnych klientów.
- Pan Grossman (Milo Sperber(inne języki)) – niezwykle doświadczony sprzedawca butów, oddelegowany do działu odzieży męskiej na czas wyprzedaży (trwającej przez pierwsze cztery odcinki ósmej serii). Trzeci z następców Pana Grangera jako szef działu męskiego.
- Pan Klein (Benny Lee(inne języki)) – mówiący ze szkockim akcentem sprzedawca z działu cięcia, oddelegowany do działu odzieży męskiej jako jego piąty szef w czasie trwania serialu. Występuje tylko w trzech ostatnich odcinkach serii ósmej. Po jego zniknięciu, oficjalnie dział męski pozostaje bez szefa, choć faktycznie rolę tę pełni Pan Humphries.
- Pan Spooner (Mike Berry) – zajmuje miejsce najmłodszego sprzedawcy w dziale odzieży męskiej począwszy od serii ósmej, po odejściu ze sklepu Pana Lucasa (co wiązało się z odejściem z serialu Trevora Bannistera). Jest jeszcze bardziej niż Lucas niezdyscyplinowany i bezczelny w swych komentarzach wobec starszych kolegów. Ze swojej strony rewanżują mu się traktowaniem pełnym lekceważenia i wyższości.
- Stary Pan Grace (Kenneth Waller(inne języki)) – zajmuje posadę swojego młodszego brata na początku serii ósmej, gdy Młody Pan Grace rezygnuje z zarządzania firmą, aby poświęcić się swoim pasjom. Występuje tylko w jednej serii. W dziewiątej i dziesiątej odsłonie serialu postać Pana Grace’a pojawia się w wypowiedziach bohaterów, ale widzowie nie mają okazji oglądać go.

## Odcinki

### Pilot
| 1 | 1 | Are You Being Served? | Bernard Thompson | David Croft, Jeremy Lloyd | 8 września 1972 |
| Piętro zajmowane dotąd wyłącznie przez dział odzieży męskiej domu towarowego Grace Brothers zostaje podzielone na pół. Odtąd dział męski będzie musiał współistnieć z działem odzieży damskiej. Początki są jednak bardzo trudne. Gościnnie wystąpił Michael Knowles. |   |                       |                  |                           |                 |

### Seria 1
| 2 | 1 | Dear Sexy Knickers...            | Bernard Thompson | David Croft, Jeremy Lloyd | 21 marca 1973    |
| Pan Lucas próbuje poderwać pannę Brahms przesyłając jej karteczkę z dość sprośną notką. Przez przypadek trafia ona do kapitana Peacocka, a potem do pani Slocombe. Powstaje spirala nieporozumień.                                                                                     |   |                                  |                  |                           |                  |
| 3 | 2 | Our Figures Are Slipping         | Bernard Thompson | David Croft, Jeremy Lloyd | 28 marca 1973    |
| Pan Rumbold jest zaniepokojony spadającymi wynikami sprzedaży na piętrze. Postanawia wprowadzić pewne udoskonalenia do techniki obsługi klientów. Pan Lucas dostaje polecenie, aby więcej się uśmiechać. Realizuje je jednak ze złośliwą przesadą.                                     |   |                                  |                  |                           |                  |
| 4 | 3 | Camping In                       | Bernard Thompson | David Croft, Jeremy Lloyd | 4 kwietnia 1973  |
| Z powodu nagłego strajku komunikacji miejskiej personel sklepu nie jest w stanie wrócić po pracy do domu i musi nocować w firmie. Sprzedawcy pożyczają z działu turystycznego namioty i inne elementy wyposażenia kempingowego, a następnie rozbijają biwak na swoim piętrze.          |   |                                  |                  |                           |                  |
| 5 | 4 | His and Hers                     | Bernard Thompson | David Croft, Jeremy Lloyd | 11 kwietnia 1973 |
| Na piętrze powstaje nowe stoisko, gdzie specjalnie przeszkolona ekspedientka (gościnnie Joanna Lumley) sprzedaje perfumy. Nowa koleżanka nie przypada załodze do gustu i szybko zostaje zmuszona do odejścia. Wtedy jednak obowiązek sprzedaży perfum przechodzi na sprzedawców ubrań. |   |                                  |                  |                           |                  |
| 6 | 5 | Diamonds Are a Man’s Best Friend | Bernard Thompson | David Croft, Jeremy Lloyd | 18 kwietnia 1973 |
| Klientka twierdzi, że zgubiła w domu towarowym cenną biżuterię, za którą oferuje wysokie znaleźne. Początkowo sprzedawcy chcą podzielić się solidarnie nagrodą, jeśli ktokolwiek z nich odszuka zaginiony diament. Szybko jednak chciwość bierze górę i każdy szuka na własną rękę.    |   |                                  |                  |                           |                  |

### Seria 2
| 7 | 1 | The Clock               | Harold Snoad | David Croft, Jeremy Lloyd                  | 14 marca 1974    |
| Pan Granger obchodzi 65. urodziny. Wszyscy spodziewają się, że z tej okazji dostanie od szefów firmy zegar z kukułką, co jest tradycyjnym podarunkiem pożegnalnym, oznaczającym odesłanie pracownika na emeryturę. Nieoczekiwanie Młody Pan Grace myli się podczas ceremonii i posada Grangera zostaje uratowana. |   |                         |              |                                            |                  |
| 8 | 2 | Cold Comfort            | Harold Snoad | David Croft, Jeremy Lloyd, Michael Knowles | 21 marca 1974    |
| Dom towarowy wyłącza centralne ogrzewanie z powodu trwającego kryzysu naftowego. Pracownicy strasznie marzną i decydują się łamać na różne sposoby obowiązujący zakaz prywatnego dogrzewania się. |   |                         |              |                                            |                  |
| 9 | 3 | The Think Tank          | Harold Snoad | David Croft, Jeremy Lloyd                  | 28 marca 1974    |
| Po raz kolejny kierownictwo piętra poszukuje sposobu na zahamowanie spadku sprzedaży. Pracownicy postanawiają zorganizować pokaz mody, na którym sami będą modelami. |   |                         |              |                                            |                  |
| 10 | 4 | Big Brother             | Harold Snoad | David Croft, Jeremy Lloyd, Michael Knowles | 4 kwietnia 1974  |
| W sklepie nasilają się kradzieże. Aby temu zaradzić, kierownictwo instaluje system telewizji przemysłowej, którego monitory stają się nową zabawką Pana Rumbolda. Dzięki jego czujnej obserwacji, szybko wychodzą na jaw różne drobne grzeszki pracowników.                                                       |   |                         |              |                                            |                  |
| 11 | 5 | Hoorah for the Holidays | Harold Snoad | David Croft, Jeremy Lloyd                  | 11 kwietnia 1974 |
| Młody Pan Grace zarządza zamknięcie sklepu na czas remontu. Aby zrekompensować pracownikom utracone zarobki, daje im do wyboru kilka ofert wyjazdów na koszt firmy. Wszystkie pozostawiają jednak wiele do życzenia...                                                                                            |   |                         |              |                                            |                  |

### Seria 3
| 12 | 1 | The Hand of Fate     | David Croft | David Croft, Jeremy Lloyd                  | 27 lutego 1975   |
| Jeden z członków zarządu firmy planuje przejść na emeryturę. Wśród personelu piętra rodzi to nadzieję na spiralę awansów - Pan Rumbold liczy na miejsce w zarządzie, Kapitan Peacock na stanowisko dyrektora piętra, a Pan Granger i Pani Slocombe walczą o miejsce, które w takiej sytuacji zwolni Kapitan. |   |                      |             |                                            |                  |
| 13 | 2 | Coffee Morning       | David Croft | David Croft, Jeremy Lloyd                  | 6 marca 1975     |
| Kierownictwo jest niezadowolone, że pracownicy przeciągają przysługujące im krótkie przerwy. Powstaje książka, gdzie każdy musi wpisywać każde swoje opuszczenie stanowiska pracy - nawet na kawę lub wizytę w toalecie. Rodzi to bardzo ostry konflikt szefostwa z pracownikami. |   |                      |             |                                            |                  |
| 14 | 3 | Up Captain Peacock   | David Croft | David Croft, Jeremy Lloyd                  | 13 marca 1975    |
| Kapitan Peacock, człowiek już z samej swej natury bardzo zarozumiały, otrzymuje kolejny powód do wywyższania się, gdy z okazji swojej 20. rocznicy pracy w firmie dostaje przywilej korzystania z toalety i stołówki dla kadry zarządzającej. Pan Granger nie może ścierpieć, że choć sam jest w firmie dużo dłużej, nie dostąpił dotąd takiego zaszczytu. Gościnnie wystąpili Michael Knowles i Donald Hewlett. |   |                      |             |                                            |                  |
| 15 | 4 | Cold Store           | David Croft | David Croft, Jeremy Lloyd                  | 20 marca 1975    |
| Na piętrze pojawiają się kłopoty na tle zdrowotnym. Pani Slocombe jest przeziębiona, ale nie chce iść do domu. Panna Brahms nie chce z nią pracować, aby się nie zarazić. Z kolei Pan Lucas symuluje chorobę, bo w domu czeka na niego dziewczyna. W efekcie Pan Lucas zostaje przydzielony do pomocy Pani Slocombe, bo i tak już się bardziej nie zarazi, a Panna Brahms trafia tymczasowo do działu męskiego.  |   |                      |             |                                            |                  |
| 16 | 5 | Wedding Bells        | David Croft | David Croft, Jeremy Lloyd                  | 27 marca 1975    |
| Młody Pan Grace, od 40 lat pozostający wdowcem, zamierza ponownie się ożenić, lecz nie ma jeszcze wybranki. Chce znaleźć ją w swoim domu towarowym. Zaprasza na spotkanie Panią Slocombe - wszyscy spodziewają się, że chce się jej oświadczyć i że będzie ona nową prezesową. |   |                      |             |                                            |                  |
| 17 | 6 | German Week          | David Croft | David Croft, Jeremy Lloyd                  | 3 kwietnia 1975  |
| Młody Pan Grace ogłasza w swojej firmie tydzień niemiecki, gdy sprzedawane będą tylko wyroby z tego kraju. Klienci początkowo przyjmują ten pomysł z dużą rezerwą, więc załoga firmy postanawia zorganizować dodatkowe atrakcje, związane z kulturą Niemiec. Gościnnie wystąpiła Joanna Lumley. |   |                      |             |                                            |                  |
| 18 | 7 | Shoulder to Shoulder | Ray Butt    | David Croft, Jeremy Lloyd, Michael Knowles | 10 kwietnia 1975 |
| Dział damski zostaje tymczasowo zamknięty na czas remontu i musi dzielić powierzchnię z działem męskim. Powoduje to liczne konflikty. |   |                      |             |                                            |                  |
| 19 | 8 | New Look             | Ray Butt    | David Croft, Jeremy Lloyd, Michael Knowles | 17 kwietnia 1975 |
| W firmie wprowadzany jest kolejny pomysł na podniesienie sprzedaży. Tym razem ma w tym pomóc odtwarzana w tle zakupów muzyka z głosem lektora polecającym produkty. Pracownicy walczą o to, czyj głos zostanie wykorzystany. Gościnnie wystąpił Felix Bowness, pracujący zresztą przy produkcji serialu jako animator publiczności.                                                                              |   |                      |             |                                            |                  |

### Pierwszy świąteczny odcinek specjalny
| 20 | – | Christmas Crackers | Ray Butt | Jeremy Lloyd, John Chapman | 22 grudnia 1975 |
| Trwa przedświąteczny szał zakupów. Aby podkreślić szczególną atmosferę świąt, Młody Pan Grace każe swoim pracownikom nosić okolicznościowe kostiumy rodem z bajek. |   |                    |          |                            |                 |

### Seria 4
| 21 | 1 | No Sale               | Ray Butt | David Croft, Jeremy Lloyd | 8 kwietnia 1976  |
| Władze firmy postanawiają otwierać sklep pół godziny wcześniej, aby klienci mogli coś kupić po drodze do pracy. Akcja odnosi sukces, ale pracownikom nie podoba się wydłużenie ich czasu pracy. Próbują więc zniechęcać klientów do wszelkich zakupów przez pierwsze pół godziny.                       |   |                       |          |                           |                  |
| 22 | 2 | Top Hat and Tails     | Ray Butt | David Croft, Jeremy Lloyd | 15 kwietnia 1976 |
| Młody Pan Grace chce wystawić reprezentację firmy w zawodach w tańcu towarzyskim. Pracownicy są tym bardzo zainteresowani, bo wybrana para otrzyma sowitą premię. Rozpoczynają się więc treningi. |   |                       |          |                           |                  |
| 23 | 3 | Forward Mr. Grainger  | Ray Butt | David Croft, Jeremy Lloyd | 22 kwietnia 1976 |
| Pan Rumbold wyjeżdża do Walii na trwające aż miesiąc szkolenie. W tym czasie obowiązki dyrektora piętra ma pełnić Pan Granger, który szybko przeradza się z sympatycznego dziadka w bezwzględnego szefa.                                                                                                |   |                       |          |                           |                  |
| 24 | 4 | Fire Practice         | Ray Butt | David Croft, Jeremy Lloyd | 29 kwietnia 1976 |
| Do sklepu przybywa arabski emir wraz ze swoją świtą. Chce kupić spodnie dla swojej żony noszącej czador i kwef, której na dodatek nikomu nie wolno dotknąć, co utrudnia dobranie rozmiaru. Tymczasem kierownictwo zaplanowało ćwiczenia przeciwpożarowe.                                                |   |                       |          |                           |                  |
| 24 | 5 | Fifty Years On        | Ray Butt | David Croft, Jeremy Lloyd | 5 maja 1976      |
| Zbliżają się urodziny Pani Slocombe. Jubilatka oczekuje, że jej współpracownicy godnie uczczą tę okazję, ale zarazem nie chcę ujawnić, ile ma lat (ostatecznie okazuje się, że to jej 50. urodziny). Nie wiadomo też do końca, jak właściwie Pani Slocombe ma na imię... Gościnie wystąpiła Mavis Pugh. |   |                       |          |                           |                  |
| 26 | 6 | Oh What a Tangled Web | Ray Butt | David Croft, Jeremy Lloyd | 12 maja 1976     |
| W sklepie wybucha skandal obyczajowy. Kapitan Peacock jest podejrzewany o romans z młodziutką sekretarką Pana Rumbolda. Do domu towarowego przybywa oburzony ojciec dziewczyny, a także żona Kapitana. Wszyscy żądają wyjaśnień.                                                                        |   |                       |          |                           |                  |

### Drugi świąteczny odcinek specjalny
| 27 | – | The Father Christmas Affair | Ray Butt | David Croft, Jeremy Lloyd | 24 grudnia 1976 |
| Młody Pan Grace organizuje swego rodzaju casting na pracownika, który wystąpi w sklepie w roli św. Mikołaja i zainkasuje za to sporą premię. Jurorem ma być mały chłopiec. |   |                             |          |                           |                 |

### Seria 5
| 28 | 1 | Mrs. Slocombe Expects         | Ray Butt   | David Croft, Jeremy Lloyd | 25 lutego 1977  |
| W życiu Pani Slocombe pojawia się ciąża. Początkowo wszyscy myślą, że jej własna, ale w końcu okazuje się, że w stanie błogosławionym jest ukochana kotka kierowniczki działu damskiego. Poród ma się odbyć w sklepowej przymierzalni, w pełnej tajemnicy przed szefostwem. |   |                               |            |                           |                 |
| 29 | 2 | A Change Is as Good as a Rest | Ray Butt   | David Croft, Jeremy Lloyd | 4 marca 1977    |
| Pracownicy przeglądają poufne dokumenty w pokoju zarządu i odnoszą błędne wrażenie, że wszyscy mają zostać zwolnieni. Zanim sprawa zdąży się jeszcze wyjaśnić, Pan Granger, podpuszczony trochę przez innych, unosi się honorem i składa wymówienie. Potem zostaje przyjęty z powrotem, ale na najniższe stanowisko, zajmowane dotąd przez Pana Lucasa. Tymczasem cały personel działów odzieżowych zostaje na tydzień przeniesiony do działu dziecięcego. |   |                               |            |                           |                 |
| 30 | 3 | Founder’s Day                 | Ray Butt   | David Croft, Jeremy Lloyd | 11 marca 1977   |
| Młody Pan Grace obchodzi 80. urodziny. Aby to uczcić, załoga przygotowuje własną wersję popularnego w brytyjskiej telewizji programu This Is Your Life, w której cały personel w bardzo apologetyczny sposób wspomina, jak bardzo jubilat im pomógł. |   |                               |            |                           |                 |
| 31 | 4 | The Old Order Changes         | Ray Butt   | David Croft, Jeremy Lloyd | 18 marca 1977   |
| Młody Pan Grace wraca z USA, gdzie zapoznał się z tamtejszymi technikami sprzedaży. Nakazuje generalną liberalizację obyczajów w kostycznym dotąd sklepie. Koniec z garniturami i żakietami! Odtąd pracownicy mogą nosić w pracy swoje bardzo nieformalne stroje i mówić po imieniu nawet do przełożonych. Gościnnie wystąpił Jeffrey Holland. |   |                               |            |                           |                 |
| 32 | 5 | Take-over                     | Ray Butt   | David Croft, Jeremy Lloyd | 25 marca 1977   |
| Firmie grozi przejęcie przez konkurencję, czego personel bardzo się obawia. O wszystkim ma zdecydować zebranie akcjonariuszy, z których część nie może jednak być obecna. Pracownicy wykorzystują to i w postanawiają w przebraniach zająć ich miejsce. |   |                               |            |                           |                 |
| 33 | 6 | Goodbye Mr. Grainger          | Ray Butt   | David Croft, Jeremy Lloyd | 1 kwietnia 1977 |
| Pana Grangera ogarnia starcza złośliwość, coraz trudniej się z nim pracuje. Koledzy próbują przekonać go do emerytury, na co w końcu się zgadza. Następnego dnia przychodzi zupełnie odmieniony, miły i rozdający prezenty. Jest przekonany, że wylosował główną nagrodę w loterii. |   |                               |            |                           |                 |
| 34 | 7 | It Pays to Advertise          | Bob Spiers | David Croft, Jeremy Lloyd | 8 kwietnia 1977 |
| Dom towarowy przygotowuje swój pierwszy w historii film reklamowy. Rzecz w tym, że reżyserować ma Pan Humphries, a reszta personelu wystąpić ma jako aktorzy w dość złożonej fabule reklamówki. Jest to ostatni odcinek z udziałem Arthura Brougha jako Pana Grangera. |   |                               |            |                           |                 |

### Seria 6
| 35 | 1 | By Appointment        | Bob Spiers | David Croft, Jeremy Lloyd | 15 listopada 1978 |
| Personel sklepu dowiaduje się, że w okolicy ma przebywać para królewska. Bardzo możliwe, że odwiedzą nawet piętro bohaterów. Wszyscy uczą się, jak należy zgodnie z protokołem zachowywać się przy tak dostojnych gościach. Jest to pierwszy odcinek, w którym w głównej obsadzie wystąpił James Hayter jako pan Tebbs. |   |                       |            |                           |                   |
| 36 | 2 | The Club              | Bob Spiers | David Croft, Jeremy Lloyd | 22 listopada 1978 |
| Personel otrzymuje do dyspozycji pomieszczenia w piwnicy sklepu, gdzie mogą urządzić klub dla osób z wyższych sfer, który sami będą prowadzić. Nie jest to jednak tak proste zadanie, jak się początkowo wydawało. Gościnnie wystąpiła Mavis Pugh.                                                                      |   |                       |            |                           |                   |
| 37 | 3 | Do You Take This Man? | Bob Spiers | David Croft, Jeremy Lloyd | 29 listopada 1978 |
| Spełnia się wielkie marzenie Pani Slocombe: ma szansę ponownie wyjść za mąż. Jej wybrankiem jest Grek, który jednak ostatniej chwili rezygnuje z zawarcia związku. Chcąc oszczędzić koleżance depresji, personel organizuje w sklepie sfingowany, prawosławny ślub. Gościnnie wystąpili Gorden Kaye i Felix Bowness.    |   |                       |            |                           |                   |
| 38 | 4 | Shedding the Load     | Bob Spiers | David Croft, Jeremy Lloyd | 6 grudnia 1978    |
| Wyniki finansowe sklepu pogarszają się i zapada decyzja, aby ograniczyć personel piętra o jedną osobę. Załoga ma ustalić między sobą, kto otrzyma wymówienie. Nie jest to łatwe. |   |                       |            |                           |                   |
| 39 | 5 | A Bliss Girl          | Bob Spiers | David Croft, Jeremy Lloyd | 13 grudnia 1978   |
| Po raz kolejny władze sklepu podejmują próbę poszerzenia oferty o perfumy. Sprzedawczyni mająca obsługiwać nowe stoiska zrządzeniem losu nie dociera do pracy i jej miejsce zajmuje Pan Humphries. Jego miejsce w dziale męskim zajmuje tymczasowo Kapitan Peacock, który traktuje to jako uwłaczającą mu degradację.   |   |                       |            |                           |                   |

### Trzeci świąteczny odcinek specjalny
| 40 | – | Happy Returns | Bob Spiers | David Croft, Jeremy Lloyd | 26 grudnia 1978 |
| Młody Pan Grace znów obchodzi urodziny. Z tej okazji w sklepie ma się odbyć wieczór kabaretu w starym stylu. Mają wystąpić dwa zespoły: jeden złożony z zawodowców oraz drugi, sformowany z pracowników sklepu. Ostatni odcinek z udziałem Jamesa Haytera. |   |               |            |                           |                 |

### Seria 7
| 41 | 1 | The Junior                   | David Croft                 | David Croft, Jeremy Lloyd | 19 października 1979 |
| Pan Tebbs przechodzi na emeryturę. Pan Humphries i Pan Lucas dostają awans, a kierownictwo szuka kandydata na młodszego sprzedawcę w dziale męskim. Nieoczekiwanie najlepszym kandydatem okazuje się Pan Goldberg - dość wiekowy już były krawiec. |   |                              |                             |                           |                      |
| 42 | 2 | Strong Stuff This Insurance  | Gordon Elsbury              | David Croft, Jeremy Lloyd | 26 października 1979 |
| Pracownicy mają szansę przystąpić do programu ubezpieczeniowego, który może znacznie zwiększyć wysokość ich przyszłych emerytur. Ubezpieczyciel żąda jednak, aby cały personel poddał się najpierw badaniom lekarskim. Aby poprawić swoją kondycję, pracownicy trenują pod okiem mistrzyni baletu. Gościnnie wystąpiła Amanda Barrie. |   |                              |                             |                           |                      |
| 43 | 3 | The Apartment                | Gordon Elsbury, David Croft | David Croft, Jeremy Lloyd | 2 listopada 1979     |
| Pani Slocombe z powodów losowych nie może przez pewien czas przebywać we własnym domu. Chcąc jej pomóc, Młody Pan Grace pozwala jej urządzić sobie tymczasowe lokum w dziale meblowym. Wkrótce jej „mieszkanie” zaludniają pozostali pracownicy, uziemieni przez strajk komunikacji miejskiej. Gościnnie wystąpił Jeffrey Holland. |   |                              |                             |                           |                      |
| 44 | 4 | Mrs. Slocombe, Senior Person | Gordon Elsbury              | David Croft, Jeremy Lloyd | 9 listopada 1979     |
| Pan Rumbold trafia do szpitala z ostrym zatruciem pokarmowym. Tymczasowym dyrektorem piętra zostaje Pani Slocombe, tym samym pozostawiając dział damski w rękach Panny Brahms. Nieoczekiwanie zmiana ta przynosi zdecydowany wzrost sprzedaży w dziale. Gościnnie wystąpił Gorden Kaye. Grająca Panią Slocombe Mollie Sugden uważała ten odcinek za swój ulubiony, przez co 1 lipca 2009 znalazł się on w specjalnym bloku programów wyemitowanych przez BBC dla uczczenia jej pamięci wkrótce po jej śmierci. |   |                              |                             |                           |                      |
| 45 | 5 | The Hero                     | Gordon Elsbury              | David Croft, Jeremy Lloyd | 16 listopada 1979    |
| Pan Franco z działu artykułów sportowych rozpowszechnia w całym sklepie przykre plotki na temat Kapitana Peacocka. Dochodzi do bardzo ostrego konfliktu, który ma zostać rozstrzygnięty na bokserskim ringu. Gościnnie wystąpił były zapaśnik Jackie Pallo. |   |                              |                             |                           |                      |
| 46 | 6 | Anything You Can Do          | Gordon Elsbury              | David Croft, Jeremy Lloyd | 23 listopada 1979    |
| Personel wchodzi w ostry konflikt z obcesową kierowniczką firmowej stołówki. Kobieta unosi się honorem i odmawia przygotowywania posiłków dopóki nie zostanie oficjalnie przeproszona. W tej sytuacji pracownicy działów odzieżowych sami muszą pokierować kuchnią. |   |                              |                             |                           |                      |
| 47 | 7 | The Agent                    | Gordon Elsbury              | David Croft, Jeremy Lloyd | 30 listopada 1979    |
| Pan Goldberg prowadzi na boku lukratywną działalność: wynajduje swoim kolegom znacznie lepiej płatne posady, za wynagrodzeniem. Gdy udaje mu się znaleźć nowych pracodawców dla Pani Slocombe i Pana Humphriesa, kierownictwo musi znaleźć sposób, aby zatrzymać ich w firmie. |   |                              |                             |                           |                      |

### Czwarty świąteczny odcinek specjalny
| 48 | – | The Punch and Judy Affair | David Croft | David Croft, Jeremy Lloyd | 26 grudnia 1979 |
| Personel piętra odmawia udziału w strajku, przez co traci bardzo wiele w oczach innych działów. Aby odbudować nadwątloną reputację, pracownicy organizują przedstawienie dla dzieci swoich kolegów. Jest to ostatni odcinek z udziałem Trevora Bannistera jako Pana Lucasa oraz Alfiego Bassa jako Pana Goldberga. |   |                           |             |                           |                 |

### Seria 8
| 49 | 1 | Is It Catching?                    | John Kilby | David Croft, Jeremy Lloyd | 9 kwietnia 1981  |
| Po odejściu Pana Lucasa pracę w dziale męskim rozpoczyna młody Pan Spooner (Mike Berry), jeszcze bardziej bezczelny i złośliwy od swego poprzednika. Tymczasem Pan Humphries zapada na bardzo rzadką i wyjątkowo zaraźliwą chorobę. Cały personel zostaje poddany kwarantannie w piwnicy domu towarowego. Gościnnie wystąpił John D. Collins.                                                                                    |   |                                    |            |                           |                  |
| 50 | 2 | A Personal Problem                 | John Kilby | David Croft, Jeremy Lloyd | 16 kwietnia 1981 |
| Kapitan Peacock znów ma kłopoty małżeńskie - podejrzewa żonę o zdradę, na dodatek z jego własnym szefem, Panem Rumboldem. Stara się wszelkimi sposobami przyłapać ich na gorącym uczynku. Gościnnie wystąpił Jack Haig. |   |                                    |            |                           |                  |
| 51 | 3 | Front Page Story                   | John Kilby | David Croft, Jeremy Lloyd | 23 kwietnia 1981 |
| Stary Pan Grace, który przejął kierowanie firmą od swego młodszego brata, decyduje o powstaniu gazetki zakładowej. Aby mieć o czym pisać, mianowany redaktorem naczelnym Pan Humphries postanawia zorganizować wybory Miss Domu Towarowego. |   |                                    |            |                           |                  |
| 52 | 4 | Sit Out                            | John Kilby | David Croft, Jeremy Lloyd | 30 kwietnia 1981 |
| Stary Pan Grace obcina wszystkie pensje o 10%, motywując to złą sytuacją finansową firmy. Pracownicy postanawiają urządzić publiczny protest, w najbardziej (ich zdaniem) widocznej dla przechodniów części domu towarowego, czyli na jego dachu. |   |                                    |            |                           |                  |
| 53 | 5 | Heir Apparent                      | John Kilby | David Croft, Jeremy Lloyd | 7 maja 1981      |
| W ręce Starego Pana Grace’a przypadkowo wpada zdjęcie matki Pana Humphriesa. Właścicielowi firmy wydaje się, że jest ona jego miłością sprzed kilkudziesięciu lat, z którą miał nawet syna, lecz potem kontakt się urwał. To może oznaczać, że Pan Humphries jest jedynym spadkobiercą szefa... John Inman wystąpił w tym odcinku zarówno w swojej zwykłej roli Pana Humphriesa, jak i w roli jego matki.                        |   |                                    |            |                           |                  |
| 54 | 6 | Closed Circuit                     | John Kilby | David Croft, Jeremy Lloyd | 21 maja 1981     |
| Panna Brahms występuje w filmie reklamującym dom towarowy. Kierownictwu nie podoba się jednak jej akcent cockney, dlatego głos podkłada pod nią, mówiąca literacką angielszczyzną, osobista pielęgniarka Pana Grace’a. W tej nieistniejącej w rzeczywistości dziewczynie - z ciałem Panny Brahms i głosem pielęgniarki - zakochuje się pewien lord, który widział reklamówkę. Gościnnie wystąpili John D. Collins i Gorden Kaye. |   |                                    |            |                           |                  |
| 55 | 7 | The Erotic Dreams of Mrs. Slocombe | John Kilby | David Croft, Jeremy Lloyd | 28 maja 1981     |
| Pani Slocombe wprost obsesyjnie zadurza się w Panu Humphriesie, który jednak nie przepada za towarzystwem kobiet, a zwłaszcza tej kobiety. Personel szuka sposobu, jak rozwiązać ten delikatny problem. Gościnnie wystąpił Jack Haig. |   |                                    |            |                           |                  |

### Piąty świąteczny odcinek specjalny
| 56 | – | Roots? | John Kilby | David Croft, Jeremy Lloyd | 24 grudnia 1981 |
| Stary Pan Grace obchodzi urodziny, które personel jak zwykle chce uczcić w szczególny sposób. Brat Pana Rumbolda (Nicholas Smith wystąpił jako obaj bracia) podejmuje się odnalezienia korzeni rodziny Grace’ów, które personel zamierza ukazać w przedstawieniu muzycznym. W odcinku gościnnie wystąpił były członek stałej obsady, Harold Bennett, jako młody Pan Grace. Zdjęcia miały miejsce na krótko przed śmiercią sędziwego aktora, a emisja nastąpiła trzy miesiące po jego pogrzebie. Jest to także ostatni odcinek z udziałem Kennetha Wallera jako Starego Pana Grace’a, odtąd postaci właścicieli sklepu nie będą pojawiać się na ekranie, a jedynie w wypowiedziach bohaterów. |   |        |            |                           |                 |

### Seria 9
| 57 | 1 | The Sweet Smell of Success | Bob Spiers | David Croft, Jeremy Lloyd | 22 kwietnia 1983 |
| Pani Slocombe podejmuje dyskretną sprzedaż perfum własnej roboty, bez wiedzy przełożonych. Okazuje się, że efekty działania sporządzonego przez nią specyfiku nie ograniczają się do miłego zapachu. |   |                            |            |                           |                  |
| 58 | 2 | Conduct Unbecoming         | Bob Spiers | David Croft, Jeremy Lloyd | 29 kwietnia 1983 |
| Pan Humphries przechodzi w swoim życiu poważny kryzys, po ostrej kłótni z ukochaną matką postanawia wyprowadzić się z domu i popada w tarapaty finansowe. Gdy ze sklepowej kasy giną pieniądze, jest naturalnym podejrzanym. W sklepie organizowany jest jego miniproces - z ławą przysięgłych, prokuratorem i obroną - który ma zdecydować o jego ewentualnym zwolnieniu z pracy. |   |                            |            |                           |                  |
| 59 | 3 | Memories Are Made of This  | Bob Spiers | David Croft, Jeremy Lloyd | 6 maja 1983      |
| Uderzona piłką golfową Pani Slocombe traci pamięć i sądzi, że jest znowu małą dziewczynką. Jeździ po sklepie na hulajnodze, nosi dziecięcy strój i jest ogólnie nieznośna. |   |                            |            |                           |                  |
| 60 | 4 | Calling All Customers      | Bob Spiers | David Croft, Jeremy Lloyd | 13 maja 1983     |
| Pracownicy postanawiają promować sklep poprzez przygotowanie słuchowiska na żywo dla osób korzystających z CB radia. Odcinek jest złośliwą parodią słuchowiska jako gatunku oraz aktorów radiowych. Gościnnie wystąpili (grając tylko głosami, jako użytkownicy CB radia) Robbie Coltrane oraz Vicki Michelle.                                                                     |   |                            |            |                           |                  |
| 61 | 5 | Monkey Business            | Bob Spiers | David Croft, Jeremy Lloyd | 20 maja 1983     |
| Oburzeni wycofaniem obiecanej podwyżki pracownicy postanawiają udać się na skargę do samej premier Wielkiej Brytanii (była nią wówczas Margaret Thatcher). Tymczasem w sklepie grasuje małpa, która zbiegła z działu zoologicznego. |   |                            |            |                           |                  |
| 62 | 6 | Lost and Found             | Bob Spiers | David Croft, Jeremy Lloyd | 27 maja 1983     |
| Ukochana kotka Pani Slocombe znika gdzieś bez wieści. Aby ją pocieszyć, personel składa się kupno słodkiego, młodziutkiego kociaka dla niej. Rzecz w tym, że kierowniczka działu damskiego źle odczytuje intencje wręczającego prezent Pana Humphriesa. |   |                            |            |                           |                  |

### Seria 10
| 63 | 1 | Goodbye Mrs. Slocombe  | Martin Shardlow | David Croft, Jeremy Lloyd | 18 lutego 1985  |
| Pani Slocombe osiąga wiek, w którym pracownicy domu towarowego muszą przejść na emeryturę. Nie chce jednak opuszczać firmy i w przypływie desperacji zatrudnia się w niej jako sprzątaczka. Jej koledzy robią wszystko, by odzyskała dawne stanowisko.                                                                                          |   |                        |                 |                           |                 |
| 64 | 2 | Grounds For Divorce    | Martin Shardlow | David Croft, Jeremy Lloyd | 25 lutego 1985  |
| Kapitan Peacock znów ma kłopoty w życiu osobistym. Szaleńczo zakochuje się w nim znacznie młodsza od niego pracowniczka innego działu. Kapitan musi wybierać: wierność żonie czy szaleństwo nowego związku. |   |                        |                 |                           |                 |
| 65 | 3 | The Hold Up            | Martin Shardlow | David Croft, Jeremy Lloyd | 4 marca 1985    |
| Pracownicy zostają w firmie do późnej nocy, aby uporządkować dopiero co przywieziony nowy towar. W tym czasie dochodzi do napadu na sklep. Efektem jest swego rodzaju komedia kryminalna, w której część pracowników jest zakładnikami bandziorów, część udaje policjantów, a pozostali przebierają się za słynących z bezwzględności mafiosów. |   |                        |                 |                           |                 |
| 66 | 4 | Gambling Fever         | Martin Shardlow | David Croft, Jeremy Lloyd | 11 marca 1985   |
| Pracownicy dostają premię, którą za radą Pana Harmana, pracownika technicznego, postanawiają postawić w wyścigach konnych. Obstawiony przez nich wyścig będzie transmitowany w telewizji, ale w środku ich dnia pracy. I jak tu go obejrzeć? |   |                        |                 |                           |                 |
| 67 | 5 | The Night Club         | Martin Shardlow | David Croft, Jeremy Lloyd | 18 marca 1985   |
| Władze firmy zgadzają się, aby pracownicy mogli uruchomić na jej terenie dodatkową działalność, otwartą po zamknięciu domu towarowego. Wybór pada na pomysł klubu nocnego. Personel kręci promującą ten przybytek reklamówkę, która ma być wyświetlana w miejscowym kinie.                                                                      |   |                        |                 |                           |                 |
| 68 | 6 | Friends and Neighbours | Martin Shardlow | David Croft, Jeremy Lloyd | 25 marca 1985   |
| Gdy pracownicy skarżą się na rosnące koszty dojazdu do pracy, władze sklepu proponują im zajęcie kilku wolnych mieszkań na najwyższym piętrze sklepu. Przyjaźń pracujących razem od wielu lat ludzi zostanie wystawiona na ciężką próbę, gdy staną się sąsiadami wśród cienkich ścian.                                                          |   |                        |                 |                           |                 |
| 69 | 7 | The Pop Star           | Martin Shardlow | David Croft, Jeremy Lloyd | 1 kwietnia 1985 |
| Pan Spooner, będący muzykiem amatorem, nieoczekiwanie otrzymuje propozycję kontraktu płytowego od znanej wytwórni. Zachęceni wizją kariery scenicznej, wszyscy pracownicy chcą śpiewać w jego chórku. |   |                        |                 |                           |                 |

## Produkcja[2]
Pilot Are You Being Served? został wyprodukowany latem 1972 roku dla programu Comedy Playhouse, w którym pokazywano jednoodcinkowe prezentacje różnych komediowych projektów trafiających do BBC – najciekawsze z nich miały szanse na produkcję w formie pełnowymiarowego serialu. Pomysłodawcą fabuły był Jeremy Lloyd, który jako młody chłopak sam pracował przez kilka lat w podobnym sklepie.
Pilot nie wzbudził początkowo wielkiego entuzjazmu władz stacji i trafił na antenę, dopiero gdy wskutek zamachu dokonanego przez Czarny Wrzesień na igrzyskach w Monachium część planowanych transmisji sportowych została odwołana lub przesunięta i BBC musiała w trybie nagłym zagospodarować jakoś wolne miejsce w ramówce. Choć pilot został wyprodukowany w kolorze, do dzisiaj w archiwach zachowała się tylko jego czarno-biała wersja (co wynika z faktu, że aż do późnych lat 70. wiele telewizji – w tym BBC – niezbyt dbało o archiwizację własnych produkcji).
Po dość dobrym przyjęciu pilota, BBC zdecydowało się wyprodukować pierwszą serię. Szefowie stacji starali się wymóc na twórcach usunięcie postaci Pana Humphriesa (granego przez Johna Inmana), którego – pomimo gorących zaprzeczeń aktora i scenarzystów – większość widzów brała za otwartego geja. David Croft nie zgodził się na te zmiany i zapowiedział odejście z serialu, jeśli zostaną wprowadzone. BBC uległa renomowanemu już wówczas scenarzyście i serial ukazał się w wersji niezmienionej w stosunku do pilota. Premierowa emisja pierwszej serii nie spotkała się ze zbyt dużym zainteresowaniem, bowiem musiała konkurować z niezwykle popularną operą mydlaną Coronation Street. Dopiero powtórki w bardziej dogodnych godzinach zwróciły na serial uwagę widzów i krytyków, co skłoniło BBC do zamówienia kolejnej serii.
Serial osiągnął swoją szczytową popularność w drugiej połowie lat 70. Przyniósł powszechną rozpoznawalność wszystkim swoim głównym aktorom. W roku 1977 wyprodukowano jego wersję kinową. W latach 1980–1981 produkowana była wersja australijska, rozgrywająca się w bliźniaczo podobnym domu towarowym w Melbourne. John Inman był jedynym członkiem brytyjskiej obsady, który zagrał w tamtej wersji. Zrealizowano także pilota wersji amerykańskiej, ale nie weszła ona do emisji. Począwszy od szóstej serii zaczęła nieco zmieniać się główna obsada serialu, co miało związek ze śmiercią Arthura Brough i Harolda Bennetta, a później także z odejściem Trevora Bannistera. Od pilota aż do ostatniego odcinka – wyemitowanego wczesną wiosną 1985 – przetrwał pięcioosobowy trzon obsady w składzie John Inman, Mollie Sugden, Wendy Richard, Frank Thornton i Nicholas Smith. Cała piątka wystąpiła również w stanowiącym kontynuację po latach Are You Being Served? serialu Grace & Favour, emitowanym w 1992 i 1993 roku.